# كينجي ساكاقوتشي
كينْجِ ساكاگُتشي (باليابانية: 坂口 健司) (مواليد 5 مارس 1975)، هو لاعب كرة قدم ياباني سابق كان يلعب كلاعب وسط.

## وصلات خارجية
- كينجي ساكاقوتشي على موقع رابطة كرة القدم اليابانية للمحترفين (اليابانية)
- كينجي ساكاقوتشي على موقع عالم كرة القدم.نت (الإنجليزية)